# دوري الدرجة الأولى الأرجنتيني 1921
دوري الدرجة الأولى الأرجنتيني 1921 (بالإسبانية: Campeonato de Primera División 1921)‏ هو الموسم 30 من دوري الدرجة الأولى الأرجنتيني. أشرف على تنظيمه اتحاد الأرجنتين لكرة القدم، وكان عدد الأندية المشاركة فيه 10، وفاز فيه هوراكان.